# Rio Branco (Mato Grosso)
Rio Branco é um município brasileiro do estado de Mato Grosso.

## História
Os primitivos habitantes da região foram os Índios Cabaçais, termo popular dado ao povo indígena Bororó que era encontrado no local. Posteriormente os poaieiros, extrativistas que retiravam das matas a ipeca ou poaia, planta medicinal com nome cientifico de Psychotria Ipecacuanha marcaram aquele chão com suas passadas de alpercatas e botinas, retirando das matas as raízes cobiçadas pelos estrangeiros. Na década de cinquenta, quando Mato Grosso deu curso à colonização com a ocupação de terras devolutas, atraindo para o Estado brasileiros de todo país, nasceu a Colônia Rio Branco. Homens sem terras corriam para a nova região, sedentos e com fome, quase sem nenhuma quantia nos bolsos, mas com a vontade indômita de arregaçar as mangas, pegar nos apetrechos de agricultura e vencer juntamente com a povoado que nascia. De todos os quadrantes chegaram caminhões apinhados de homens, mulheres e crianças, popularmente chamados paus-de-arara. A viagem de Cáceres até Rio Branco era comum demorar de três a quatro dias de caminhão na época da seca. O desafios e as dificuldades eram enormes, pois não havia nenhuma estrutura ou apoio ao colonos que com ousadia se aventuravam na região. Através das trilhas, nas quais os colonos seguiam a pé, carregando suas mercadorias e pertences nas cangalhas sobre burros, demorava-se sete a oito dias. A travessia do Rio Cabaçal era feita em canoas. Desafiando um mundo desconhecido e abrindo clareiras, homens de excepcional têmpera, pouco a pouco foram construindo a aprazível e bela cidade de Rio Branco. A denominação do Município de Rio Branco é em homenagem ao Rio Branco, curso d’água que banha a cidade e também referência à Colônia Rio Branco, implantada pelo governo do Estado numa área de 200 mil hectares, através do Decreto Lei nº 1.598, de 22 de maio de 1953. A colônia começou a partir de ações desenvolvidas por João Augusto Capilé, da Comissão de Planejamento da Produção, que buscava assentar colonos que tiveram problemas em Dourados e Jaciara. O Rio Branco que deu nome à cidade e ao projeto Colônia Rio Branco, banha o território municipal e desenha a paisagem regional com seus serpenteios e belas quedas d’águas. O Distrito de Paz de Rio Branco foi criado em 4 de abril de 1978, jurisdicionado ao município de Cáceres. A Lei Estadual nº 4.151, de 13 de dezembro de 1979, criou o Município de Rio Branco.

## Geografia
Localiza-se a uma latitude 15º14'27" sul e a uma longitude 58º06'56" oeste, estando a uma altitude de 180 metros. Sua população estimada em 2004 era de 4.762 habitantes. Possui uma área de 531,67 km².
No Municipio de Rio Branco foram encontradas grandes jazidas de ouro, cobre e zinco, na região da serra de Monte Cristo, as quais inicialmente foram exploradas pela Manati e em seguida pela Prometálica Mineração Ltda., que atualmente não está operando, devido a falta de investimentos para o desenvolvimento de suas atividades.